# アーサー・アガティーン
アーサー・アガティーン（Arthure Agathine、1960年12月17日 - 2016年10月24日）は、セイシェルのアスリートである。彼は、1980年モスクワオリンピックで男子三段跳びに出場した。彼は、1981年から1983年の間に三段跳びで3度のチャンピオンになった。

## 参照資料
1. ↑  “Seychellois Championships”. GBR Athletics. 2018年2月14日閲覧。